# Margaretha Nylander
Margaretha Emerentia (Mensa) Nordström, född Zethelius 21 juli 1782 i Stockholm, död 6 juli 1876 i Stockholm, var en svensk kokboksförfattare som under pseudonymen Margaretha Nylander skrev Handbok wid den nu brukliga Finare Matlagningen. Boken utkom i 16 upplagor, varav den första utgavs 1822 och den sista 1902. Enligt förordet gör boken inte anspråk på att vara revolutionerande utan mer en aktualisering och komplettering av tidigare utgivna kokböcker av Cajsa Warg och Carolina Weltzin. Boken fick stor genomslagskraft bland borgerliga hushåll.
Inte mycket är känt om Nordström eller Nylander. Man har aldrig hittat någon Nylander som kan tänkas vara författaren ifråga. Det finns information, om än inte mycket, om Nordström. Hon var dotter till en välkänd guldsmed, direktör Pehr Zethelius, och Catharina Emerentia Westrell. Hon gifte sig 1799 med boktryckaren Henrik Anders Nordström, som även var den som tryckte hennes kokbok. Det är okänt varför hon använde sig av en pseudonym och inte sitt riktiga namn.
Kokbokens framgång ledde för övrigt till att en annan förläggare 1843 gav ut en snarlik kokbok under det påhittade författarnamnet Margrete Nilander.